# Johann Gottfried Ludwig Kosegarten
Johann Gottfried Ludwig Kosegarten (ur. 10 września 1792 w Altenkirchen, zm. 18 sierpnia 1860 w Greifswaldzie) – niemiecki orientalista i językoznawca.

## Życie i twórczość

### Dzieciństwo
Johann Gottfried Ludwig Kosegarten urodził się jako syn Ludwiga Gottharda Kosegartena, poety i ewangelickiego pastora w Altenkirchen oraz Kathariny Linde.
W latach 1796–1808 jego edukacją zajmował się ojciec oraz kilku domowych nauczycieli, między innymi Ernst Moritz Arndt, Karl Lappe oraz Hermann Baier (od 1816 następca pastora Kosegartena w Altenkirchen i jego zięć). Baier poprzez swoją głęboką religijność, jak również przez teologiczne i filozoficzne wykształcenie wywarł trwały wpływ na Johanna Kosegartena. Jednak nie do tego stopnia, że Johann go naśladował, ale w taki sposób, że obiektywnie rozszerzył jego horyzonty. W 1803 roku udał się wraz z Baierem do Lasarra niedaleko Lozanny, gdzie jego wychowaniem zajmowała się pani Gordon znajoma Baiera. Spędził tam dwa lata i w 1805 roku wrócił do Altenkirchen przez Francję.

### Okres studiów
W czasie gdy jego ojciec został profesorem historii w 1808 roku na Uniwersytecie w Greifswaldzie, młody Kosegarten zaczął studiować tam teologię, filozofię i historię. W latach 1812–1814 studiował w Paryżu, języki orientalne, gdzie wykłady prowadził Antoine-Isaac Silvestre de Sacy.

### Pierwszy okres pracy w Greifswaldzie
W 1814 roku powrócił do Greifswaldu, gdzie na tamtejszym uniwersytecie był adiunktem wydziału teologicznego i filozoficznego do 1817 roku.
Prowadzone przez niego wykłady na temat historii Pomorza skłoniły go do wydania starej pomorskiej kroniki Tomasza Kantzowa (Greifswald 1816-17).

### Rodzina
We wrześniu 1818 roku ożenił się z Justine Susemihl (1805–1893), a ślub odbył się w Greifswaldzie. Ojciec chętnie by mu udzielił ślubu, ale w tym czasie był już obłożnie chory. Z małżeństwa tego pochodził syn August (ur. 12 lipca 1836), który zmarł w wyniku ciężkiej rany podczas udziału w bitwie pod Sadową.

### Pobyt w Jenie
W latach 1817–1824 był profesorem na Uniwersytecie w Jenie. Powołanie to było dla niego szczególnie ważne, dlatego że wszedł w bliższe kontakty z Goethem. Kosegarten rozszerzył zbiór liryków Goethego Dywan Zachodu i Wschodu (1819, wyd. pol. 1963) o nowe poematy i historyczne objaśnienia. Goethe bardzo go cenił jako uczonego co wynika częściowo z jego listów do niego oraz częściowo z uwag w pismach dotyczących Dywanu Zachodu i Wschodu wydanych w 1820 roku i żałował, że Kosegarten został powołany w 1823 roku na profesora do Greifswaldu.
Kosegarten wydał tu również Mu’allakę arabskiego poety Amr ibn Kulsuma (Jena 1819), później we współpracy z Karlem Ikenem perski zbiór baśni Tuti nameh (Stuttgart 1822) i przetłumaczył indyjski poemat Nala (Jena 1820).

### Drugi okres w Greifswaldzie
W 1824 roku Kosegarten objął stanowisko profesora teologii w dziedzinie egzegezy Starego Testamentu i języków orientalnych. W kręgu jego zainteresowań była nie tylko literatura arabska, lecz również turecka, perska i zend (komentarze do awesty) i napisana w sanskrycie.
Na podstawie arabskich rękopisów z Paryża, Gotha i Berlina opracował Chrestomathia arabica (Leipz. 1828) i rozpoczął niedokończone wydanie arabskich roczników At-Tabariego: Annales Taberlstanenses (Greifswald 1831-53), arabskiego zbioru pieśni Kitab al-Aghani (Tom 1, 1846 rok) i indyjskiego zbiór bajek Pantschatantra, którego pierwsza część ukazała się w Bonn w 1848 roku, a druga w Greifswaldzie w 1859 roku.
Od 1837 roku dużo pracy poświęcił badaniu historii Pomorza i języka tego obszaru, co stało się główną dziedziną jego badań.
W tym okresie wydał Pommersche und rügische Geschichtsdenkmäler (Greifswald 1834), była to kontynuacja kronik Kantzowa i Codex Pomeraniae diplomaticus (Greifswald 1843).
Niedokończone są również wydania arabskich poematów The Hudsailian poems (Londyn 1854) i Wörterbuch der niederdeutschen Sprache (Tom 1, Greifswald 1859-60). Napisał także obszerną historię Uniwersytetu w Greifswaldzie (Greifswald 1856 do 1857, 2 Tomy), oraz artykuły na temat dialektów maltańsko-arabskiego i niemieckiego języka.
W latach 1829, 1838 i 1851 był rektorem Uniwersytetu w Greifswaldzie.
Swoje liczne manuskrypty i rękopisy na temat orientalnej i niemieckiej literatury przekazał uniwersytetowi w Greifswaldzie.
Johann Kosegarten zmarł 18 sierpnia 1860 roku w Greifswaldzie, gdzie został pochowany na cmentarzu Alter Friedhof.

## Dzieła wybrane
- Nala. Eine indische Dichtung. Jena 1820 Digitalisat
- Bemerkungen über den ägyptischen Text eines Papyrus aus der Minutolischen Sammlung. Greifswald 1824 Digitalisat
- Ludwig Gotthard Kosegartens Leben. Greifswald 1826 Digitalisat
- Chrestomathia Arabica. Leipzig 1828 Digitalisat
- Pommersche und Rügische Geschichtsdenkmäler. Greifswald 1834
- Nachricht von der Wiederauffindung der durch Thomas Kantzow eigenhändig geschriebenen zweyten hochdeutschen Abfassung seiner Pommerschen Chronik. Greifswald 1842 Digitalisat
- Nachricht von der Entstehung und ersten Beschaffenheit der Stadt Greifswald. Greifswald 1846 Digitalisat
- Geschichte der Universität Greifswald
  - 1. Theil, 1857 Digitalisat
  - 2. Theil, 1856 Digitalisat
- Wörterbuch der Niederdeutschen Sprache. Greifswald 1856 Digitalisat
- Wörterbuch der Niederdeutschen Sprache. Greifswald 1859 Digitalisat
- Pommersche Geschichtsdenkmäler, 2. Band Greifswald 1867 Digitalisat